# Santo Antônio do Planalto
Santo Antônio do Planalto is een gemeente in de Braziliaanse deelstaat Rio Grande do Sul. De gemeente telt 2.108 inwoners (schatting 2009).